# Varpasensaari
Varpasensaari är en ö i Finland. Den ligger i sjön Viekijärvi och i kommunen Lieksa i den ekonomiska regionen  Pielinen-Karelen  och landskapet Norra Karelen, i den centrala delen av landet, 400 km nordost om huvudstaden Helsingfors. Öns area är 27,3 hektar och dess största längd är 1 kilometer i nord-sydlig riktning.